# 和歌山県立医科大学看護短期大学部
和歌山県立医科大学看護短期大学部（わかやまけんりついかだいがくかんごたんきだいがくぶ、英語: Nursing College,Wakayama Medical University）は、和歌山県和歌山市三葛580に本部を置いていた日本の公立大学である。1996年に設置され、2007年に廃止された。大学の略称は看短。

## 概要

### 大学全体
- 和歌山県和歌山市に所在し日本の公立短期大学で、設置主体は和歌山県[注釈 1]。
- 1学科で入学定員80名体制で1996年に開学。
- 2003年度の入学生を最後に[注釈 2]、2007年に短期大学としての使命を終える[1]。

### 教育および研究[2]
- 和歌山県立医科大学看護短期大学部は、学名通り看護教育に特化した短大で和歌山県立医科大学附属病院での臨床実習も取りいれられていた。

### 学風および特色[2]
- 和歌山県立医科大学看護短期大学部の設置目的は「看護に関する高度な専門的知識と技術を教授研究し、保健･医療･福祉の向上に寄与する豊かな人間性と教養を備えた、資質の高い人材を育成する」となっていた。
- 医学部に併設されていたが医科大学とは別の場所に短大独自のキャンパスがあった。

## 沿革
- 1993年
  - 6月 和歌山県立医科大学看護短期大学部の設置構想を行う[注 1]。
- 1995年
  - 12月22日 左記を以て文部省[注 2]より短期大学の設置が認可される[5]。
- 1996年
  - 4月1日 和歌山県立医科大学看護短期大学部が以下の学科体制にて開学する。
    - 看護学科を置く[注 4]
- 2003年
  - 4月1日 最後の学生募集となる[注釈 2]。
- 2007年
  - 6月11日 左記を以て廃止の認可を受ける[1]。

## 基礎データ

### 所在地
- 和歌山県和歌山市三葛580

### 象徴[2]
- 和歌山県立医科大学看護短期大学部のカレッジマークはチョウセンアサガオをイメージしており、このデザインをモチーフとしてその中央に「Nursing College」の文字が記されていた。ちなみに、チョウセンアサガオは別名「まんだらげ」と呼ばれこの絵は陶芸家である富本憲吉の作で、元は1963年に開催された医学会総会のために描かれたものとなっていた。

## 教育および研究

### 組織

#### 学科
- 看護学科 入学定員80名[注 5]

#### 専攻科
- なし

#### 別科
- なし

#### 取得資格について
- 看護師受験資格が得られるシステムとなっていた[2]。

#### 附属機関
- 図書館[8]

### 研究
- 『和歌山県立医科大学看護短期大学部紀要』[9]

## 学生生活

### 部活動・クラブ活動・サークル活動[2]
- 和歌山県立医科大学看護短期大学部で活動していたクラブ活動
  - 体育系：バドミントン・テニス・剣道ほか。
  - 文化系：演劇・茶道ほか｢わくわく子育て｣や｢ウキウキクッキング｣という名称のクラブもあった。

### 学園祭[2]
- 和歌山県立医科大学看護短期大学部の学園祭は単に「短大祭」と呼ばれていた。模擬店ほか、保育園の園児による絵画作品の展示も行われていた。

## 施設

### キャンパス[2]
- 設備
  - 図書館棟
  - 体育館棟
  - 管理・校舎棟：4F建てとなっていた。

### 学生食堂[2]
- 和歌山県立医科大学看護短期大学部の学生食堂（学食）は管理・校舎棟の1Fにあった。

### 寮[2]
- 和歌山県立医科大学看護短期大学部には学生寮はなく、遠隔地出身者はアパートを利用することになっていた。

## 対外関係

### 系列校
- 和歌山県立医科大学

## 卒業後の進路について

### 就職について
- 和歌山県立医科大学附属病院をはじめ、総合病院への就職者が大半だとみられる。